# 路易斯·泰魯

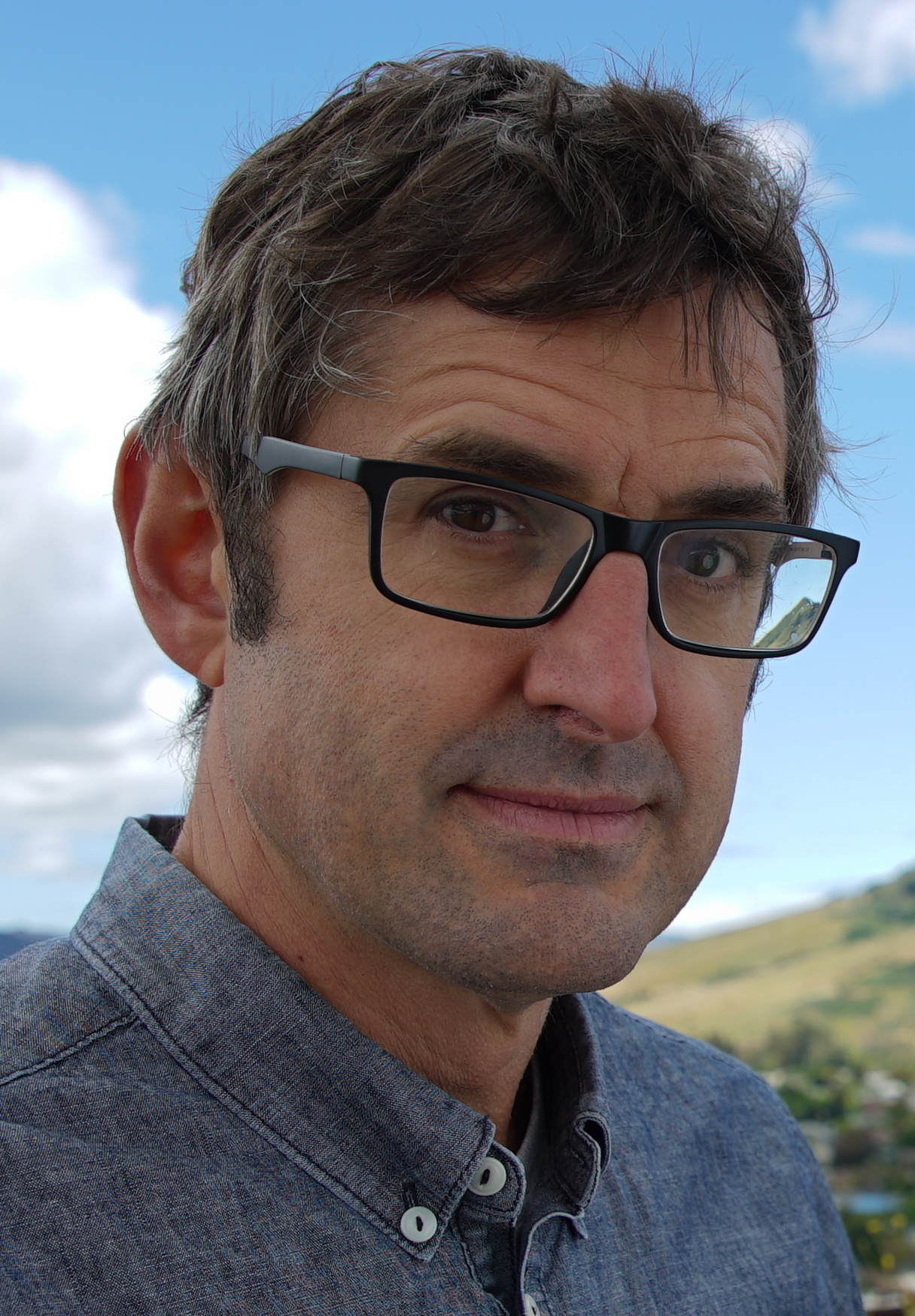
路易斯·泰魯

路易斯·塞巴斯蒂安·泰魯（1970年5月20日—）是一位英国和美国纪录片制作人、记者和作家。他从牛津大学莫德林学院毕业后移居美国。他曾三次获得英國電視學院獎。